# Christian Schreiber
Christian Schreiber (Somborn, 3 agosto 1872 – Berlino, 1º settembre 1933) è stato un vescovo cattolico tedesco.

## Biografia
Compì la sua formazione ecclesiastica a Roma e fu docente di filosofia e poi di dogmatica e apologetica nel seminario di Fulda, di cui fu rettore dal 1907.
Partecipò alla fondazione della rivista Philosophischen Jahrbuch, di cui fu il primo direttore.
Nel 1921 fu eletto vescovo di Meißen, sede appena ricostituita, e nel 1929 fu nominato amministratore apostolico di Berlino, di cui divenne vescovo l'anno seguente.
Lasciò numerose opere: Christentum und Naturwissenschaft (1902), Die Schulaufsichtsfrage (1910), Der Weltkrieg und die Vorsehung Gottes (1915), Kant und die Gottesbeweise (1922), Wallfahrten durchs deutsche Land (1928).

## Genealogia episcopale
La genealogia episcopale è:
- Cardinale Scipione Rebiba
- Cardinale Giulio Antonio Santori
- Cardinale Girolamo Bernerio, O.P.
- Arcivescovo Galeazzo Sanvitale
- Cardinale Ludovico Ludovisi
- Cardinale Luigi Caetani
- Cardinale Ulderico Carpegna
- Cardinale Paluzzo Paluzzi Altieri degli Albertoni
- Papa Benedetto XIII
- Papa Benedetto XIV
- Papa Clemente XIII
- Cardinale Giovanni Carlo Boschi
- Cardinale Bartolomeo Pacca
- Cardinale Francesco Serra Cassano
- Arcivescovo Joseph Maria Johann Nepomuk von Fraunberg
- Cardinale Johannes von Geissel
- Vescovo Eduard Jakob Wedekin
- Cardinale Paul Ludolf Melchers, S.I.
- Vescovo Johannes Heinrich Beckmann
- Vescovo Daniele Wilhelm Sommerwerk
- Cardinale Georg von Kopp
- Arcivescovo Johannes Christian Roos
- Vescovo Paul Leopold Haffner
- Vescovo Dominikus Willi, O.Cist.
- Vescovo Josef Damian Schmitt
- Vescovo Christian Schreiber